# Okko et les Fantômes
Okko et les Fantômes (若おかみは小学生！, Waka okami wa shōgakusei!) est un film d'animation japonais réalisé par Kitarō Kōsaka, sorti en 2018.

## Synopsis
Oriko Seki (Okko) est une jeune fille ayant perdu ses parents lors d'un accident de voiture. Peu après cet événement, Okko va s'installer dans l'auberge à sources chaudes de sa grand-mère, où elle va découvrir qu'elle est capable de voir les fantômes et de parler avec eux. Elle va donc faire connaissance avec Uribo, un fantôme de son âge, et il va l'aider au cours de son aventure. Mais lors d'un repas, Uribo supplie Okko de reprendre la direction de l'auberge et d'en devenir la « directrice junior » à la joie de sa grand-mère. Elle va donc travailler dur pour pouvoir reprendre ce travail qu'elle va finir par apprécier grâce à ses connaissances qu'elle fera tout le long de l'aventure.

## Fiche technique
- Titre français : Okko et les Fantômes
- Titre original : 若おかみは小学生！ (Waka okami wa shōgakusei!?)
- Réalisation : Kitarō Kōsaka
- Scénario : Reiko Yoshida, d'après la série de romans écrite par Hiroko Reijo et illustrée par Asami
- Photographie : Michiya Katō
- Montage : Takeshi Seyama
- Musique : Keiichi Suzuki
- Décors : Kyōko Yauchi
- Animation : Shunsuke Hirota
- Producteur :
- Production : Madhouse et DLE
- Distribution : Eurozoom
- Pays d'origine :  Japon
- Genre : Animation
- Durée : 95 minutes
- Dates de sortie :
  -  France :
    - 11 juin 2018 (Annecy 2018)
    - 12 septembre 2018 (en salles)

  -  Japon : 21 septembre 2018[1]

## Distribution

### Voix originales
- Seiran Kobayashi (en) : Oriko Seki « Okko »
- Satsumi Matsuda (en) : Makoto Tachiuri « Uribo »
- Nana Mizuki : Matsuki Akino
- Yōko Asagami (en) : Mineko Seki « Oba-chan »
- Teiyū Ichiryūsai (en) : Etsuko Tajima
- Masaki Terasoma (en) : Konosuke Minoda
- Etsuko Kozakura (en) : Suzuki

### Voix françaises
- Bianca Tomassian : Oriko Seki « Okko »
- Clara Soares : Makoto Tachiuri « Uribo »
- Myriam Thyrion : Mineko Seki
- Charlotte Hennequin : Suzuki
- Marguerite Langevin :  Miyo Akino
- Juliette Minaldo : Matsuki Akino
- Sulivan Da Silva : Akane Kanda
- Frédérique Weber : Etsuko Tajima
- Rémi Barbier : Konosuke Minoda